# Haslau-Maria Ellend
Haslau-Maria Ellend è un comune austriaco di 2 008 abitanti nel distretto di Bruck an der Leitha, in Bassa Austria.